# Рудня (Скрыгаловский сельсовет)
Рудня (бел. Рудня) — деревня в Скрыгаловском сельсовете Мозырского района Гомельской области Республики Беларусь.
На западе граничит с лесом. Около деревни разведанные залежи глины в промышленных объёмах.

## География
Расположена в 34 км на запад от Мозыря, 12 км от железнодорожной станции Птичь (на линии Гомель — Лунинец), 167 км от Гомеля.
Протекает река Буклеевка. На востоке мелиоративный канал.

## Транспортная сеть
Транспортные связи по просёлочной, затем автодороге Гомель — Лунинец. Планировка состоит из короткой улицы, близкой к широтной ориентации, с 2 переулками.

## История
По письменным источникам известна с начала XIX века как хутор Рудня Скрыгаловская в Мозырском уезде Минской губернии. Упоминается под 1802 год в связи из описанием деятельности Скрыгаловской церкви. Согласно переписи 1897 года действовала водяная мельница. В 1908 году в Слобода-Скрыгаловской волости Мозырского уезда Минской губернии.
В 1931 году жители вступили в колхоз. Во время Великой Отечественной войны в июне 1943 года оккупанты полностью сожгли деревню и убили 8 жителей. 13 жителей погибли на фронте. Согласно переписи 1959 года в составе колхоза «Дружба» (центр — деревня Скрыгалов). Работали опытный лесхоз и кирпично-черепичный завод.

## Население
- 1897 год — 16 дворов, 76 жителей (согласно переписи).
- 1908 год — 108 жителей.
- 1925 год — 28 дворов.
- 1940 год — 35 дворов, 125 жителей.
- 1959 год — 240 жителей (согласно переписи).
- 2004 год — 38 хозяйств, 60 жителей.